# Palásthy Marcell
Palásti és keszihóczi Palásthy Marcell, névváltozata: Palásty (Budapest, 1876. január 3. – Újpest, 1937. november 4.) magyar író, újságíró.

## Élete
Először Kassán, majd Szegeden, végül Budapesten újságíróként dolgozott. Novellái, krokijai különböző lapokban jelentek meg. A század elején fél évig Aradon, később egy évig Nagyváradon tevékenykedett, az utóbbi helyen Ady Endrével egy időben. Utolsó éveiben a 8 Órai Újság munkatársa volt. A Magyar Újságírók Országos Szövetségének tagja. 
Sírja az Új köztemetőben található.

## Családja
Apja Palásthy Sándor (1842–1881) hírlapíró, anyja Tomcsányi Ilona. Palásthy Sándor színművész testvére.
1902. március 20-án a Terézvárosban házasságot kötött Weisz Ignác és Spitzer Róza lányával, Teréziával. Gyermekei Dénes Sándor Pál; Ilona Friderika (1908–1961) és Palásthy Géza. Első felesége halála után ismét megnősült. Második felesége Weisz Regina (1887–1951) volt, akit 1934. március 19-én az Erzsébetvárosban vett nőül.

## Művei
- A jó barátok (ifjúsági elbeszélés, Budapest, 1902)
- A második élet (regény, Budapest, 1927)
- A csodák szigete (kalandos ifjúsági regény, 1928)
- A lilaruhás bohóc (regény, Budapest, 1929)
- Út a domboldalon (novellák, Budapest, 1941)
- Kártya, lóverseny, kávéház. Palásthy Marcell szerencsejátékos hírlapíró cikksorozatai az 1920-as évekből; sajtó alá rend., bev., jegyz. Zeke Gyula; Balassi, Bp., 2018

## Emlékezete
Kellér Andor 1956-ben jelentette meg Palásthy titka címmel az író életét feldolgozó kisregényét.